# Biston perclara
Biston perclara (en chino tradicional, 淡黃突峰尺蛾; literalmente, ‘Polilla de la espiga de color amarillo pálido’) es una especie de polilla de la familia Geometridae. La especie fue descrita por primera vez por Francis Walker en 1899 y se puede encontrar distribuido con endemismo en las montañas de la Isla de Taiwán y Japón. El holotipo de la especie fue descrita en la zona montañoza de Keelung.

## Descripción
Es una polilla grande con una envergadura de 60 milímetros (2,4 plg). Las alas anteriores son totalmente de color paja pálido y una fuerte línea negra curva cerca de la base, engrosada en la costa y extendida hasta la base. Cuenta con una mancha negra en la costa en el medio; una línea exterior negra fuertemente marcada, también engrosada en la costa.
La cabeza, tórax y abdomen son de color pajizo. La cara cuenta con una amplia barra negra en la parte superior. El segmento basal del abdomen cuenta con un anillo negro interrumpido. Las antenas son negras, las patas manchadas de negro.

## Taxonomía
Biston panterinaria, Biston thibetaria y Biston perclara son especies muy relacionadas según datos morfológicos y moleculares. El área de distribución, las altitudes y las plantas hospedantes de estas tres especies también presentan consistencia con algunas diferencias entre ellas. Es probable que el momento de la especiación inicial se produjera durante el Movimiento Tectónico Kunlun-Río Amarillo. En el árbol filogenético, el ancestro común de B. perclara y B. thibetaria y los linajes Yunnan-Tíbet al norte de B. panterinaria se agruparon como un solo clado. La distribución de los linajes Yunnan-Tíbet y el norte de B. panterinaria se encuentra en la ladera oriental de las montañas Gaoligong, sureste del Tíbet y norte de China, y la distribución de B. perclara y B. thibetaria se encuentra en la ladera oriental de las montañas Gaoligong, sur de China y la isla de Taiwán.